# Estación Ângelo de Souza
La Estación Ângelo de Souza es una de las estaciones del VLT de Recife, situada en Jaboatão dos Guararapes, entre la Estación Cajueiro Seco y la Estación Pontezinha.
Fue inaugurada en 1988.